# Новенький (фільм, 2015)
«Новенький» (фр. Le Nouveau) — французький комедійний фільм, знятий Руді Розенбергом. Світова прем'єра стрічки відбулась 30 серпня 2015 року на Ангулемському фестивалі франкомовного кіно. Фільм розповідає про хлопчика Бенуа, до якого чіпляються шкільні хулігани через те, що він новенький.

## У ролях
- Рафаель Гренассія — Бенуа
- Джошуа Ракка — Джошуа
- Жеральдін Мартіно — Аглая

## Визнання
| Нагороди та номінації фільму «Новенький» | Нагороди та номінації фільму «Новенький» | Нагороди та номінації фільму «Новенький» | Нагороди та номінації фільму «Новенький» | Нагороди та номінації фільму «Новенький» | Нагороди та номінації фільму «Новенький» |
| Рік                                      | Кінопремія / Кінофестиваль               | Категорія / Нагорода                     | Номінант                                 | Результат                                |                                          |
| ---------------------------------------- | ---------------------------------------- | ---------------------------------------- | ---------------------------------------- | ---------------------------------------- | ---------------------------------------- |
| 2015                                     | Загребський кінофестиваль                | «Золота коляска» за найкращий фільм      | «Новенький»                              | Номінація                                |                                          |